# 津田信之
津田 信之（つだ のぶゆき）は、江戸時代前期の尾張藩士。家紋は織田木瓜。津田貫流槍術の創始者。

## 略歴
織田藤左衛門家（小田井織田氏）の子孫・津田知信の次男として誕生。貫流槍術を開く。
初御目見以降、御通番、御書院番、御書院小頭、御足軽頭（300石）、黒御門御足軽頭となる。
元禄5年（1692年）、御鑓奉行となる。元禄7年（1694年）、隠居。
元禄11年（1698年）7月8日、病没。戒名は淵心院永雄一兮居士。
尾張藩4代藩主・徳川吉通は幼少より信之の教授を受けている。愛知県名古屋市西区の東雲寺に夫妻の墓碑がある。